# Под ярмом тиранов
«Под ярмом тиранов» (пол. Pod jarzmem tyranów, нем. Tyrannenherrschaft) — немецко-польский пропагандистский, антироссийский немой художественный фильм, снятый режиссёром Францем Портеном в 1916 году по инициативе прогерманских и австро-венгерских властей Галиции на берлинской студии «Projektions AG Union».
Альтернативные названия:
- «125 лет неволи Польши» (125 lat niewoli Polski)
- «Ещё Польша не погибла» (Jeszcze Polska nie zginęła)

Фильм вышел на экраны в 1916 году. Фильм до наших дней не сохранился.

## Сюжет
Фильм охватывает историю Польши с конца XVIII века до начала Первой мировой войны. В фильме была показана картина борьбы поляков за независимость после Третьго раздела Речи Посполитой на территории, вошедшей в состав Российской империи, от восстания Костюшко до образования Польских легионов в 1914 году.
В финале показано победоносное вступление союзных германских и австро-венгерских войск в Перемышль.
Фильм заканчивался сценой, полной апофеоза, в которой победители Германия и Австро-Венгрия возвращают утерянную корону Польше и возвращают ей независимость.

## В ролях
- Францишек Фрончковский — Тадеуш Костюшко
- Мариан Едновский — губернатор
- Станислав Поланский — староста Сосновский
- Елена Загорская — дочь Сосновского
- Болеслав Бжеский — Ян Зброя
- Станислав Домбровский — Максим
- Зыгмунт Носковский — Авраам, еврей
- Ирена Регич — Мириам, дочь Авраама
- Ванда Яршевская — Мария Зброя
- Болеслав Межеевский — Хенрик, жених Марии
- Казимира Скальская

Фильм состоял из шести частей:
1. Польша под игом России
2. Генерал кавалерии призывает поляков пожертвовать своей кровью за Родину
3. Еврей Авраам ищет свою дочь
4. И прошло более 100 лет …
5. Возвращение Пшемысля
6. Воскрешение Польши